# Cortrat
Cortrat är en kommun i departementet Loiret i regionen Centre-Val de Loire strax norr Frankrikes mitt. Kommunen ligger i kantonen Châtillon-Coligny som tillhör arrondissementet Montargis. År 2022 hade Cortrat 82 invånare.

## Befolkningsutveckling
Antalet invånare i kommunen Cortrat
| Referens: INSEE |